# Heinrich Techow
Carl Heinrich Wilhelm Techow (* 22. April 1848 in Berlin; † 30. Juni 1927 ebenda) war ein deutscher Architekt und preußischer Baubeamter.

## Leben
Heinrich Techow, Sohn eines Kaufmanns in Berlin, besuchte das Berlinische Gymnasium zum Grauen Kloster und studierte anschließend ab 1868 Architektur. 1873 legte er die Bauführerprüfung (das erste Staatsexamen im Baufach) ab, bestand 1877 die Baumeisterprüfung (das zweite Staatsexamen im Baufach) und wurde zum Regierungsbaumeister (Assessor) ernannt. Noch im gleichen Jahr trat er in den Dienst der Reichspost ein, wo er nach dem Ausscheiden von Carl Schwatlo in der Postbauverwaltung beim Generalpostamt unter August Kind arbeitete, 1885 zum Postbauinspektor und 1890 zum Postbaurat befördert wurde. Um 1905 bekam er den Titel Geheimer Baurat verliehen. 1912 trat er in den Ruhestand.

## Bauten in Berlin
- 1879–1881: Oberleitung beim Erweiterungsbau der Reichsdruckerei[8]
- 1887: Eigenes Mehrfamilienwohnhaus, Klopstockstraße 65 (nicht erhalten)[9]
- 1892: Umbau der Wagenhalle des Paketpostamts an der Ziegelstraße (nicht erhalten)[10]
- 1893–1895: Oberleitung beim Bau des Postzeitungsamts (nicht erhalten)[11]
- 1893–1898: Leitung der Ausführungsplanung und Bauleitung beim Erweiterungsbau des Reichspostamts mit dem Postmuseum[12]